# Bosquerola de Bachman
La bosquerola de Bachman (Vermivora bachmanii) és una espècie d'ocell de la família dels parúlids (Parulidae) que habita (o habitava)
boscos i pantans del sud-est dels Estats Units, i passava l'hivern a Cuba.